# Sonja Kurowsky
Sonja Ortmann-Kurowsky (zuweilen auch als Sonja Kurowski ausgewiesen, * 11. Dezember 1938 in Wiesbaden; † 14. November 2017 in Bergisch Gladbach) war eine deutsche Fernsehansagerin und Moderatorin, die fast ausschließlich für den Westdeutschen Rundfunk Köln (WDR) arbeitete. In den Anfangsjahren ihrer Laufbahn trat sie vor allem im Nachmittagsprogramm auf und erlangte Beliebtheit bei den Zuschauern durch ihre lockere Art der Präsentation.

## Leben
Kurowsky verbrachte ihre Kindheit und Jugend in Wiesbaden und besuchte ein Mädchenpensionat der Ursulinen, das sie mit der Mittleren Reife verließ. Anschließend machte sie eine kaufmännische Lehre. Nach ihrem Umzug nach Köln im Jahr 1956 arbeitete sie zunächst als Sekretärin bei einer Autofirma, als Hostess und Übersetzerin englischer Romane. 1961 wurde sie Sekretärin in der Sportredaktion des WDR. Dort sprach sie auch bei Walter Hartner, dem Verantwortlichen für die Fernsehansagen des Senders, vor. Nach einer Mikrofonprobe wurde sie im Fernsehprogramm der ARD eingesetzt. Während zwei Jahren nahm sie Sprechunterricht, um Stimme und Ausdruck zu schulen. Während Kurowskys lockerer Moderationsstil einer jungen Nachwuchsansagerin vom Publikum überwiegend begrüßt wurde (so kündigte sie einmal eine sommerliche Nachmittagssendung im Bikini an), untersagte Hartner diese Art der Präsentation.
In den 1960er Jahren trat Kurowsky über die nachmittägliche Fernsehansage hinaus in Kindersendungen des WDR auf, etwa in Hase Cäsar und Wir warten aufs Christkind. In den späten 1970er Jahren moderierte sie die erste Hörertelefonsendung im Hörfunkprogramm WDR 2 im Rahmen des werktäglichen Vormittagsmagazins Daheim und unterwegs. Seit den 1980er Jahren sagte sie regelmäßig auch das Hauptprogramm der ARD am Abend an, insbesondere seit dem krankheitsbedingten Ausscheiden ihrer älteren Kollegin Claudia Doren, die seit den 1950er Jahren eines der bekanntesten Gesichter des WDR gewesen war. Im WDR Fernsehen (3. Programm) moderierte Kurowsky von 1983 bis 1992 mit Reinhard Münchenhagen und Rainer Nohn die Livesendung Gesucht – gefunden, eine interaktive Tauschbörse, die Menschen mit Sammelleidenschaft vorstellte. Später folgten gelegentlich weitere Engagements beim WDR, der die Fernsehansage 1997 einstellte. Ein äußerliches Markenzeichen Kurowskys war ihr blondierter Kurzhaarschnitt, den sie von den späten 1960er Jahren bis zum Ende ihrer Laufbahn beibehielt und der sie vor allem in ihrer Anfangszeit vom damenhaften Stil vieler ihrer Kolleginnen abhob.
Beim WDR lernte Kurowsky ihren späteren Ehemann, Friedhelm Ortmann, kennen, der von 1960 bis 1968 Leiter der WDR-Hörspielabteilung war. Ortmann produzierte mehrere Hörspiele, in denen er Kurowsky als Sprecherin einsetzte. 1967 kam ihre Tochter, Sandra, zur Welt.
Sonja Kurowsky lebte in Köln-Lindenthal und starb im November 2017 in einem Hospiz in Bergisch Gladbach.